# Die beste Mutter
Die beste Mutter (Originaltitel: Äideistä parhain) ist ein finnisch-schwedisches Kriegs-Drama aus dem Jahr 2005 von Klaus Härö nach dem gleichnamigen Roman Äideistä parhain von Heikki Hietamies aus dem Jahr 1992. Ähnlich der deutschen Kinderlandverschickung wurden während des Zweiten Weltkrieges 70.000 finnische Kinder in schwedischen Pflegefamilien untergebracht, um sie vor dem Krieg zu schützen. Die Literaturverfilmung erzählt dabei die Geschichte des kleinen Halbwaisen Eero, der gegen seinen Willen aus seinem Zuhause gerissen wird und nach vielen Schwierigkeiten in Schweden ein neues findet, nur, um anschließend wieder von dort gegen seinen Willen herausgerissen zu werden.
Das international von der Kritik gelobte und prämierte Filmdrama wurde in Deutschland bisher fünfmal vom MDR ausgestrahlt.

## Handlung
Nach den Erfahrungen des Winterkrieges und angesichts des drohenden neuen Krieges mit Russland bietet Schweden dem Nachbarland Finnland seine Hilfe an und nimmt über 70.000 Kriegskinder auf, die in schwedischen Pflegefamilien untergebracht werden. Auch Eero Lahti soll nach dem Tod des Vaters seiner Mutter Kirsti entrissen werden. Und obwohl er sich um seine depressive Mutter liebevoll kümmerte, wird er gegen seinen Willen mit weiteren Kindern nach Schweden verschifft. Zwar werden den Mädchen Puppen und den Jungs Fahrräder versprochen, aber den Trennungsschmerz lindert das nur wenig. Nachdem die jüngsten und schönsten Kinder als erstes ausgewählt wurden, wird Eero Hjalmar und Signe Jönsson zugeteilt, die einen Bauernhof haben. Aber da Signe seinen Anblick nicht erträgt, ihn ruppig behandelt, schlägt, anschreit und zu Dingen zwingt, die Eero nicht machen möchte, freut er sich fast über ihre Entscheidung, ihn zurückzugeben. Doch anstelle seiner Heimat und einem Leben mit seiner Mutter droht ihm nun ein schwedisches Waisenhaus, weswegen Hjalmar und Signe sich dazu durchringen, ihn bei sich zu dulden. Hjalmar hat ohnehin weniger Probleme damit, schließlich ist Eero eine zusätzliche Arbeitskraft und er hat viel Spaß mit dem Jungen, aber Signe kommt nach dem Verlust ihres eigenen Kindes mit dem Ersatz Eero nicht zurecht.
Aber Eero hat auch sporadischen Kontakt zu seiner Mutter in Finnland. Er erfährt durch den Briefwechsel, dass sie jetzt für die Deutschen in ihrem Hauptquartier in Helsinki arbeitet. Seine Hoffnung, nach dem Ende des Krieges wieder zu seiner Mutter zurückkehren zu dürfen, wächst mit jedem Brief. Aber diese Hoffnung wird jäh durch die Nachricht über die Invasion der Russen in Finnland zerstört. Eero hat nur noch den Wunsch, seiner Mutter zur Seite zu stehen, weswegen er seine Sachen packt und versucht, mit einem selbstgebauten Floß nach Finnland zu segeln. Aber eine Sturmflut spült ihn geschwächt zurück an den Strand, wo er von Soldaten gefunden und zurück zu Signe gebracht wird.
In der Gegenwart trifft der erwachsene Eero etwa sechzig Jahre später seine alte und pflegebedürftige Mutter und unterhält sich mit ihr über seine Erlebnisse in Schweden, da er zur Beerdigung Signes eingeladen wurde. Kirsti selbst fühlt sich nicht schuldig am Schicksal ihres Sohnes, da die Umstände sie zu diesem Schritt zwangen. Aber Eero meint, das Schlimmste sei die Ungewissheit gewesen, weil er nie ein wirkliches Lebenszeichen seiner Mutter erhielt. Sie erwidert, dass sie ihren kleinen Sohn in der Ferne nicht mit ihren Sorgen und Nöten belasten wollte, weswegen sie Briefe schrieb, in denen alles gut klang. Sie wundert sich allerdings auch, warum Eero früher nichts erwähnte, und er antwortet lediglich, dass sie nach seiner Rückkehr einfach nicht mehr seine Mutter war.
Dies hängt auch damit zusammen, dass sie ihrem Sohn einmal brieflich mitteilte, sie habe sich in einen deutschen Soldaten verliebt; sie hoffte damals, aus Finnland nach Deutschland fliehen zu können, weshalb sie Signe darum bat, sich dauerhaft um Eero zu kümmern, da sie es selbst nicht mehr könne. Signe selbst erkennt den Schmerz Eeros und beichtet ihm, warum sie anfangs so viele Probleme mit ihm hatte. Sie verlor einst ihre Tochter Elin Sofi Jönsson (1936–1942) und gibt sich bis heute selbst die Schuld an ihrem Tod. Signe schließt Eero nun ins Herz, gibt ihm Elins Kinderzimmer, lässt ihm auf Familienfotos einen Platz, kümmert sich auch ansonsten gut um ihn und schreibt Kirsti zurück, dass sie Eero wie ihr eigenes Kind annehmen will, sie versucht für ihn die beste Mutter zu sein. Aber das neue Familienglück wird bald aus heiterem Himmel zerstört, denn nachdem Frieden eingekehrt ist und Kirsti nicht nach Deutschland ging, wird entschieden, dass Eero nach Finnland zurückkehren muss. Doch Signe, Hjalmar und Eero wollen dies nicht, Eero wird mit Gewalt von seinem neuen Zuhause abgeholt, verzweifelt schreit er nach „Mama Signe“. Als der Wagen davonfährt, rappelt sich Signe auf, läuft hinterher, bricht zusammen und sieht Eero zum letzten Mal. Signe versucht, mit einem Brief den Kontakt zu Eero wieder aufzubauen, aber dieser lässt den Brief ungelesen und lebt fortan in einem emotional absolut distanzierten Verhältnis zu seiner Mutter Kirsti.
Erst sechzig Jahre später, als er zur Beerdigung Signes kommt, traut sich Eero, diesen Brief zu lesen. Aus Signes Worten spricht der gleiche Schmerz, den er nach dem jeweiligen gewaltsamen Herausreißen aus seinem Zuhause durchlitt; so schreibt sie, dass ihr Hof ohne ihn so leer sei und dass sie Kirsti für ihre Entscheidung verdamme. Eero erkennt, dass nicht Signe ihn loswerden, sondern Kirsti ihn zurückhaben wollte. In einem zweiten Brief erfährt er, dass Kirsti den deutschen Soldaten trotz ihrer gegenseitigen Liebe verließ, um ihr Leben mit Eero verbringen zu können. Diese sechzig Jahre alten Worte versöhnen Eero mit seiner Mutter.

## Kritik

### Finnische Kritik
Insbesondere durch die „starken schauspielerischen Leistungen“ werde der Film getragen, meinte Jyrki Laelma in der drittgrößten Tageszeitung Finnlands, dem Abendblatt Iltalehti, als er dem Film drei Sterne gab. Der erfahrene Regisseur Klaus Härö würde hier als „Gesellschaftskritiker […] ohne Predigten“ die Geschichte präsentieren.
Auf der finnischen Internetseite film-o-holic meinte Juha Rosenqvist, dass das „ernste Drama“ durch seine „klare und sorgfältig durchdachte visuelle Darstellung“ die „hochwertige, elegante Dramatik des Films“ präsentieren könne.

### Schwedische Kritik
Die schwedische Tageszeitung Svenska Dagbladet lobte das „großartige und nahezu unmögliche Zusammenspiel“ zwischen Majaniemi und Lundqvist. Insbesondere durch die Schauspielerei Lundqvists, die durch ihr „Gesicht und ihre Körpersprache die widersprüchlichen Impulse, […] tief vergrabenen Gefühle, Wut und Enttäuschung“ zeige, wirke Nyqvist wie ein „schwacher Sparringpartner“.
Da der finnische Regisseur Häro auf kitschige Elemente verzichte, meinte Jan-Olov Andersson in der schwedischen Boulevardzeitung Aftonbladet, könne Maria Lundqvist mit ihrem „unvergesslichen Porträt [einer] Frau, die großen Schmerz in sich trägt“ beweisen, dass sie „eine dramatische Schauspielerin auf höchstem Niveau“ ist.

### Deutsche Kritik
Das Lexikon des internationalen Films meinte: „Eine in einer langen Rückblende und eindrucksvollen Landschaftsaufnahmen entwickelte tragische Geschichte vor dem Hintergrund der größten Kinderevakuierung der Geschichte; anrührend, sehr getragen erzählt.“
Die Fernsehzeitschrift Prisma sah in den Film ein „hervorragend gespieltes und einfühlsam inszeniertes Geschichtsdrama“.

## Hintergrund
Der Schriftsteller der literarischen Vorlage Heikki Hietamies war selbst eines der Kinder, welche von Finnland nach Schweden verschickt wurden und war einer der ersten Finnen, die dieses nationale Ereignis nicht ausschließlich im positiven Sinne verarbeiteten.
Der Jungdarsteller Topi Majaniemi wurde während eines Castings unter 2000 Kindern ausgesucht und zeigt hier sein Spielfilmdebüt.
Der Film selbst hält sich eher lose an den Roman und wurde zu Gunsten des Produktionsbudgets angepasst.

## Auszeichnungen
- eine Auszeichnung beim schwedischen Filmpreis Guldbagge für Maria Lundqvist als Beste Hauptdarstellerin und eine Nominierung für Michael Nyqvist als Bester Nebendarsteller.
- drei Auszeichnungen beim finnischen Filmpreis Jussi (Beste Hauptdarstellerin, Beste Kamera, Bestes Szenenbild)
- eine Nominierung beim Europäischen Filmpreis für die Beste Filmmusik 2006 für Tuomas Kantelinen
- eine Auszeichnung bei den Satellite Awards 2005 als Bester fremdsprachiger Film
- Sowohl der Publikumspreis als auch der Baltische Filmpreis für einen nordischen Spielfilm bei den Nordischen Filmtagen in Lübeck
- zwei Nominierungen beim Young Artist Awards 2006, und zwar als Bester Internationaler Spielfilm und für Topi Majaniemi als Bester Jungdarsteller in einem internationalen Spielfilm
- der Publikumspreis beim Palm Springs International Film Festival 2006
- Die Goldene Pyramide beim Cairo International Film Festival
- nominiert für den Filmpreis des Nordischen Rates 2006

Außerdem war der Film der finnische Beitrag zur Nominierung für den Oscar für den besten fremdsprachigen Film 2006.

## Veröffentlichung
Nachdem Die beste Mutter am 25. August 2005 während der Helsinki Night of the Arts seine Weltpremiere feierte, war sein finnischer Kinostart am 30. September 2005 und sein schwedischer Kinostart am 4. November 2005. Anschließend wurde der Film auf unzähligen Filmfesten, darunter auch den Nordischen Filmtagen in Lübeck aufgeführt. In Deutschland wurde der Film weder in den Kinos noch auf DVD veröffentlicht, aber dreimal im Fernsehen ausgestrahlt, am 17. November 2005, 8. Mai 2011 und 20. März 2014 im MDR.